# Gustaf Adolf Sellin
Gustaf Adolf Sellin (ur. 17 lutego 1917, zm. 15 kwietnia 1978) – szwedzki dwuboista klasyczny, biegacz narciarski i skoczek, srebrny medalista mistrzostw świata w kombinacji.

## Kariera
Sellin uczestniczył w zawodach w drugiej połowie lat 30. XX wieku. W 1938 roku startował na mistrzostwach świata w Lahti, gdzie zajął 31. miejsce w konkursie skoków, a rywalizację w kombinacji ukończył na jedenastej pozycji. Największy sukces w swojej karierze osiągnął rok później, podczas mistrzostw świata w Zakopanem, gdzie zdobył srebrny medal w kombinacji. Sellina wyprzedził tam tylko reprezentant Trzeciej Rzeszy Gustav Berauer, a trzecie miejsce przypadło Norwegowi Magnarowi Fosseide. Na tych samych mistrzostwach Szwed zajął także 28. miejsce w biegu na 18 km techniką klasyczną.

## Osiągnięcia w kombinacji

### Mistrzostwa świata
| Miejsce | Dzień     | Rok  | Miejscowość | Konkurencja   | Wynik zwycięzcy | Strata | Zwycięzca        |
| ------- | --------- | ---- | ----------- | ------------- | --------------- | ------ | ---------------- |
| 11.     | 27 lutego | 1938 | Lahti       | Indywidualnie | 432,60          | 31,50  | Olaf Hoffsbakken |
| 2.      | 15 lutego | 1939 | Zakopane    | Indywidualnie | 429,60          | 3,00   | Gustav Berauer   |

## Osiągnięcia w biegach

### Mistrzostwa świata
| Miejsce | Dzień     | Rok  | Miejscowość | Konkurencja          | Wynik zwycięzcy | Strata | Zwycięzca       |
| ------- | --------- | ---- | ----------- | -------------------- | --------------- | ------ | --------------- |
| 124.    | 26 lutego | 1938 | Lahti       | 18 stylem klasycznym | 1:09:37         | +10:00 | Pauli Pitkänen  |
| 28.     | 15 lutego | 1939 | Zakopane    | 18 stylem klasycznym | 1:05:30         | +7:14  | Jussi Kurikkala |

## Osiągnięcia w skokach

### Mistrzostwa świata
| Miejsce | Dzień     | Rok  | Miejscowość | Konkurencja   | Wynik zwycięzcy | Strata | Zwycięzca    |
| ------- | --------- | ---- | ----------- | ------------- | --------------- | ------ | ------------ |
| 31.     | 27 lutego | 1938 | Lahti       | Indywidualnie | 226,4           | 25,9   | Asbjørn Ruud |